# خلود السقاف
خلود السقاف سياسية أردنية شغلت منصب وزير الاستثمار في حكومة بشر الخصاونة من 27 أكتوبر 2022 وحتى استقالة الحكومة في 15 سبتمبر 2024.

## التعليم
حصلت خلود السقاف على بكالوريوس في الاقتصاد والمحاسبة عام 1984، وتحمل شهادة الماجستير في الاقتصاد والإحصاء (1993) من الجامعة الأردنية .